# Finn Tveter
Finn Tveter, norveški veslač, * 19. november 1947, Oslo, † 31. julij 2018.
Tveter je v četvercu brez krmarja za Norveško na Poletnih olimpijskih igrah 1976 v Montrealu osvojil srebrno medaljo. V posadki čolna so bili še Arne Bergodd, Rolf Andreassen ter Ole Nafstad.
Pred tem je nastopil že na Poletnih olimpijskih igrah 1972. Leta 1970 je na svetovnem prvenstvu v četvercu s krmarjem osvojil bronasto medaljo.